# 네파리아 백작
네파리아 백작(영어: Count Nefaria)은 마블 코믹스의 슈퍼빌런으로 어벤저스의 적이다. 본명은 루키노 네파리오(Luchino Nefaria)로 이탈리아 귀족 출신 범죄자이다. 본래는 평범한 인간의 몸이었으나 과학 실험을 통해 다른 빌런들의 능력을 한꺼번에 얻었다. 마담 마스크가 그의 딸이다. 1965년 3월 《어벤저스》 13호에 처음 등장했고, 스탠 리와 돈 헥이 공동 창작하였다.

## 담당 성우

### TV 애니메이션
- 마블 슈퍼 히어로즈(1966) - 크리스 위긴스
- 아이언맨: 아머드 어드벤처(2011) - 러셀 로버츠